# Anomala varians
Anomala varians är en skalbaggsart som beskrevs av Olivier 1789. Anomala varians ingår i släktet Anomala och familjen Rutelidae. Inga underarter finns listade i Catalogue of Life.